# Webdiver
Webdiver (電脳冒険記ウェブダイバー?, Dennō bōkenki Webudaibā), talvolta scritto Web Diver, è una serie televisiva anime prodotta da Nippon Animation, Radix, Aeon, Inc., NAS e Takara. È stata trasmessa per la prima volta in Italia su Italia Teen Television nel dicembre 2003 con le sigle originali giapponesi. Il 23 giugno 2004 approda su Italia 1, con una nuova sigla italiana cantata da Cristina D'Avena e Cristiano Macri; però, visto lo scarso successo, viene interrotta. Successivamente, l'anime passa su Hiro, canale pay di Mediaset Premium, dal 7 aprile 2009 fino al 17 giugno.

## Trama

Logo della serie

La storia è ambientata nel 2100: una grande rete informatica collega ormai tutti i computer del mondo. Uno dei principali luoghi di ritrovo nel cyberspazio è Magical Gate, il cyber parco di divertimenti, meta di tutti i giovani navigatori della rete. Ma un nuovo e misterioso virus informatico lo minaccia, e neppure chi dovrebbe salvaguardare l'integrità del web sembra poter fare nulla. Dei ragazzi, i Web Divers, a bordo dei loro Web Knights intraprendono la lotta per salvare Magical Gate.

## Personaggi principali
- Kento Yuki
- Gladion
- Aoi Arisagawa
- Jean-Jacques Jacard
- Kaito Yuki
- Naoki Asaba
- Shō

## Doppiaggio
Il doppiaggio italiano è stato curato da Studio P.V. diretto da Aldo Stella.
| Personaggio                   | Doppiatore originale | Doppiatore italiano  |
| ----------------------------- | -------------------- | -------------------- |
| Kento Yuki                    | Yumiko Kobayashi     | Massimo Di Benedetto |
| Gladion                       | Tomokazu Sugita      | Paolo Sesana         |
| Aoi Arisagawa                 | Shiho Kikuchi        | Tosawi Piovani       |
| Pegasion                      | Kenichi Suzumura     | Ivo De Palma         |
| Jean-Jacques Jacard           | Masataka Nakai       | Davide Garbolino     |
| Kaito Yuki                    | Reiko Takagi         | Patrizia Scianca     |
| Taketo, padre di Kento        | Masaaki Ohkura       | Gianluca Iacono      |
| Prof. Arisogawa, nonno di Aoi | Nobuo Tobita         | Antonio Paiola       |
| Prof. Sakuraba                | Tokuyoshi Kawashima  | Marco Balzarotti     |
| Dilitloss                     | Fumihiko Tachiki     | Mario Zucca          |
| Naoki Asaba                   | Junko Takeuchi       | Luca Sandri          |
| Phoenixon                     | Kenichi Suzumura     | Stefano Albertini    |
| Kōji Sakuraba                 | Yuko Maekawa         | Monica Bonetto       |
| Mamoru Sanjouji               | Nami Kurokawa        | Federica Valenti     |
| Kerberion                     | Michio Miyashita     | Giovanni Battezzato  |
| Tomoya Shinnou                | Eriko Kawasaki       | Irene Scalzo         |
| Dragon                        | Shinji Kawada        | Pietro Ubaldi        |
| Ange                          | Ai Uchikawa          | Donatella Fanfani    |
| Cane                          |                      | Francesco Zarbano    |
| Gatto                         |                      | Loredana Foresta     |
| Clore                         |                      | Dania Cericola       |
| Ditalion                      | Nobuo Tobita         | Tony Fuochi          |
| Garyun                        | Katsuyuki Konishi    | Pino Pirovano        |
| Golemon                       | Akio Suyama          | Oliviero Corbetta    |
| Midori Asaba                  | Yuki Kaida           | Barbara Federico     |
| Grifion                       | Yūichi Nakamura      | Silvio Pandolfi      |
| Kyoichi                       | Yumi Kakazu          | Jenny De Cesarei     |
| Minamo                        | Nami Kurokawa        | Patrizia Cattaneo    |
| Karon                         | Yuki Kaida           | Anna Bonel           |
| Jaguaron                      | Tokuyoshi Kawashima  | Flavio Arras         |
| Olterion                      | Akio Suyama          | Marco Balbi          |
| Natsuko Yuuki                 | Eriko Kawasaki       | Renata Bertolas      |
| Naojirō                       | Fumihiko Tachiki     | Gianni Gaude         |
| Sharkon                       | Hiroyuki Yoshino     | Marco Pagani         |
| Shō                           | Yuki Kaida           | Eric Alexander       |
| Shinnō Tomoyuki               | Reiko Takagi         | Anna Maria Tulli     |
| Tsubasa                       | Miyako Itō           | Cinzia Massironi     |
| Wyverion                      | Katsuyuki Konishi    | Claudio Moneta       |
| Yukari Asaba                  | Yoshina Makino       | Emanuela Pacotto     |
| Computer D1                   |                      | Patrizia Cattaneo    |
| Computer Gl                   |                      | Luca Catanzaro       |
| Computer U1                   |                      | Claudio Ridolfo      |
| Pyonta                        | Masataka Nakai       | Felice Invernici     |
| Ryuto                         | Hiroyuki Yoshino     | Simone D'Andrea      |
| Shirabe                       |                      | Manuela Scaglione    |
| Rena Kurachi                  | Yumi Kakazu          | Elisabetta Spinelli  |
| Rada                          | Yūichi Nakamura      | Massimiliano Lotti   |
| Narratore                     | Nobuo Tobita         | Luca Catanzaro       |

## Episodi
| Nº | Titolo italiano Giapponese 「Kanji」 - Rōmaji                                                                            | In onda           | In onda          |
| Nº | Titolo italiano Giapponese 「Kanji」 - Rōmaji                                                                            | Giapponese        | Italiano         |
| 1  | Gladion, il WebKnight 「Ｗｅｂ騎士！グラディオン」 - Webnaito! Guradeion                                                 | 6 aprile 2001     | 1º dicembre 2003 |
| 2  | Deletloss, il demoniaco programma di invasione 「悪魔のプログラム！デリトロス」 - Akuma no puroguramu! Deritorosu        | 13 aprile 2001    | 2 dicembre 2003  |
| 3  | Jaguaron, il guerriero del vento 「疾風の戦士！ジャガオン」 - Hayate no senshi! Jagaon                                   | 20 aprile 2001    | 3 dicembre 2003  |
| 4  | Sharkon, terrore del mare 「恐怖の海！シャークオン」 - Kyōfu no umi! Shakuon                                             | 27 aprile 2001    | 4 dicembre 2003  |
| 5  | Grifion, le ali della paura 「羽パニック！グリフィオン」 - Hane panikku! Gurifion                                        | 4 maggio 2001     | 5 dicembre 2003  |
| 6  | Garyun. il cavaliere errante 「漂泊の友！ガリューン」 - Hyōhaku no tomo! Garyūn                                          | 11 maggio 2001    | 6 dicembre 2003  |
| 7  | Phoenixon delle fiamme 「炎の挑戦！フェニクオン」 - Honoo no chōsen! Fenikuon                                            | 18 maggio 2001    | 7 dicembre 2003  |
| 8  | Olterion il re di tutti gli animali 「百獣の王！オルトリオン」 - Hyakujū no ō! Orutorion                                 | 25 maggio 2001    | 8 dicembre 2003  |
| 9  | Kerberion, il cane da guardia dell'inferno 「地獄の番犬！ケルベリオン」 - Jigoku no banken! Keruberion                   | 1º giugno 2001    | 9 dicembre 2003  |
| 10 | Golemon, la nebbia che inganna 「幻惑の霧！ゴレムオン」 - Genwaku no kiri! Goremuon                                      | 8 giugno 2001     | 10 dicembre 2003 |
| 11 | Il ritorno di Garyun 「ガリューンふたたび！」 - Garyun futatabi!                                                         | 15 giugno 2001    | 11 dicembre 2003 |
| 12 | Deletloss: la scomparsa di Gladion 「デリトロス！消えたグラディオン」 - Deritorosu! Kie ta Guradeion                     | 22 giugno 2001    | 12 dicembre 2003 |
| 13 | Dragon, la minaccia oscura 「黒い衝撃！ドラグオン」 - Kuroi shōgeki! Doraguon                                            | 29 giugno 2001    | 13 dicembre 2003 |
| 14 | Il tornado nero 「黒い竜巻！狙われたケント」 - Kuroi tatsumaki! Nerawa reta Kento                                        | 6 luglio 2001     | 14 dicembre 2003 |
| 15 | La melodia ipnotica 「黒い子守唄！ウェブモンスターのわな」 - Kuroi komoriuta! Uebumonsuta nowana                         | 13 luglio 2001    | 15 dicembre 2003 |
| 16 | La sfida lanciata da un amico 「友との戦い！ＶＳジャン」 - Tomo tono tatakai! vs Jan                                     | 20 luglio 2001    | 16 dicembre 2003 |
| 17 | Obiettivo: distruggere Deletloss! 「戦士の決意！打倒デリトロス」 - Senshi no ketsui! Datō Deritorosu                     | 27 luglio 2001    | 17 dicembre 2003 |
| 18 | La collera di Dragon 「怒りの復活！ドラグオン」 - Ikari no fukkatsu! Doraguon                                            | 3 agosto 2001     | 18 dicembre 2003 |
| 19 | Aurora infernale 「オーロラ地獄！ライガオン」 - Orora jigoku! Raigaon                                                    | 10 agosto 2001    | 19 dicembre 2003 |
| 20 | Pegasion, la luce dell'illusione 「光の幻影！ペガシオン」 - Hikari no gen'ei! Pegashion                                  | 17 agosto 2001    | 20 dicembre 2003 |
| 21 | L'ombra del guerriero mascherato 「迫る影！仮面の戦士」 - Semaru kage! Kamen no senshi                                   | 24 agosto 2001    | 21 dicembre 2003 |
| 22 | Le cento sfide 「百番勝負！友とのきずな」 - Hyaku ban shōbu! Tomo tonokizuna                                             | 31 agosto 2001    | 22 dicembre 2003 |
| 23 | Naoki, torna in te! 「めざめよ！ナオキ！」 - Mezameyo! Naoki!                                                            | 7 settembre 2001  | 23 dicembre 2003 |
| 24 | Il grido dell'anima 「魂の叫び！よみがえれドラグオン」 - Tamashii no sakebi! Yomigaere Doraguon                          | 14 settembre 2001 | 24 dicembre 2003 |
| 25 | Ditalion, il dominatore del tempo 「時の支配者！ダイタリオン」 - Tokino shihaisha! Daitarion                             | 21 settembre 2001 | 25 dicembre 2003 |
| 26 | Ali di luce 「光の翼！ビクトリーグラディオン」 - Hikari no tsubasa! Bikutori Guradeion                                   | 28 settembre 2001 | 26 dicembre 2003 |
| 27 | Corsa contro il tempo 「決戦前夜！時間との戦い」 - Kessen zenya! Jikan tono tatakai                                      | 5 ottobre 2001    | 27 dicembre 2003 |
| 28 | La fusione assoluta 「究極合体！ダイタリオンプライム」 - Kyūkyoku gattai! Daitarion puraimu                              | 12 ottobre 2001   | 28 dicembre 2003 |
| 29 | Il santuario del tempio 「時の神殿！再会へのダイブ」 - Tokino shinden! Saikai heno daibu                                 | 19 ottobre 2001   | 29 dicembre 2003 |
| 30 | L'estremo combattimento 「戦いの果て！さらばグラディオン」 - Tatakai no hate! Saraba Guradeion                           | 26 ottobre 2001   | 30 dicembre 2003 |
| 31 | Gladion, amico mio! 「我が友、グラディオン」 - Waga tomo, Guradeion                                                      | 2 novembre 2001   | 31 dicembre 2003 |
| 32 | Cuori uniti 「思いをひとつに！」 - Omoi wohitotsuni!                                                                     | 9 novembre 2001   | 1º gennaio 2004  |
| 33 | Trasferimento forzato 「強制転送！デリトロスゲート」 - Kyōsei tensō! Deritorosugeto                                      | 16 novembre 2001  | 2 gennaio 2004   |
| 34 | La sfida di Ryuto 「闇の貴公子！リュウトの挑戦」 - Yami no kikōshi! Ryūto no chōsen                                      | 23 novembre 2001  | 3 gennaio 2004   |
| 35 | Sfide per la sopravvivenza 「サバイバル！百番勝負」 - Sabaibaru! Hyaku ban shōbu                                         | 30 novembre 2001  | 4 gennaio 2004   |
| 36 | L'amicizia nascosta 「急げショウ！秘められた友情」 - Isoge Shō! Hime rareta yūjō                                         | 7 dicembre 2001   | 5 gennaio 2004   |
| 37 | Verso la vittoria 「勝利の進化！ビクトリーマキシマ」 - Shōri no shinka! Bikutori makishima                               | 14 dicembre 2001  | 6 gennaio 2004   |
| 38 | Combattete, WebKnight! 「思いを繋げ！出撃ウェブナイツ」 - Omoi wo tsunage! Shutsugeki Webnaito!                          | 21 dicembre 2001  | 7 gennaio 2004   |
| 39 | Il Messaggero delle Tenebre 「闇の使い！ラーダのわな」 - Yami no tsukai! Rada nowana                                     | 28 dicembre 2001  | 8 gennaio 2004   |
| 40 | Vagabondando nel tempo 「時の放浪者！緑の髪の少年」 - Tokino hōrōsha! Midori no kami no shōnen                           | 4 gennaio 2002    | 9 gennaio 2004   |
| 41 | Gladion preso di mira 「敵はケント！狙われたグラディオン」 - Teki ha Kento! Nerawa reta Guradeion                        | 11 gennaio 2002   | 10 gennaio 2004  |
| 42 | Il segreto di Ange 「崩れる世界！エンジェの秘密」 - Kuzure ru sekai! Enjie no himitsu                                    | 18 gennaio 2002   | 11 gennaio 2004  |
| 43 | Conto alla rovescia 「強さの秘密！終末へのカウントダウン」 - Tsuyosa no himitsu! Shūmatsu heno kauntodaun                | 25 gennaio 2002   | 12 gennaio 2004  |
| 44 | La grande fuga 「大脱出！僕らのダイバーランド」 - Dai dasshutsu! Bokura no daibarando                                    | 1º febbraio 2002  | 13 gennaio 2004  |
| 45 | La fortezza di Deletloss 「希望の明日！デリトロス城を目指せ」 - Kibō no ashita! Deritorosu shiro wo mezase               | 8 febbraio 2002   | 14 gennaio 2004  |
| 46 | Il tempio informatico del male 「電脳魔宮！暗黒のネットワーク」 - Den nō ma miya! Ankoku no nettowaku                    | 15 febbraio 2002  | 15 gennaio 2004  |
| 47 | Il WebKnight del male 「誕生！悪のＷｅｂ騎士」 - Tanjō! Aku no Webnaito                                                  | 22 febbraio 2002  | 16 gennaio 2004  |
| 48 | Una guerra di un milione di anni 「伝説の戦い！百万年の時を超えて」 - Densetsu no tatakai! Hyakumannen no toki wo koe te | 1º marzo 2002     | 17 gennaio 2004  |
| 49 | L'ultimo assalto 「最後の出撃！ウェブナイツよ永遠に」 - Saigo no shutsugeki! Uebunaitsu yo eien ni                       | 8 marzo 2002      | 18 gennaio 2004  |
| 50 | L'ultimo rintocco del destino 「時よもどれ！運命のラストシュート」 - Toki yo modore! Unmei no rasutoshuto                | 15 marzo 2002     | 19 gennaio 2004  |
| 51 | L'evoluzione del male 「悪魔の進化！ダークグラディオン」 - Akuma no shinka! Daku Guradeion                               | 22 marzo 2002     | 20 gennaio 2004  |
| 52 | Verso un futuro senza limiti 「旅立て！友と無限の未来へ」 - Tabidate! Tomo to mugen no mirai he                          | 29 marzo 2002     | 21 gennaio 2004  |

## Colonna sonora
Sigle di apertura
- Diver #2100 cantata da R.A.M. (ep. 1-32)
- SO DIVE! cantata da R.A.M. (ep. 33-52)

Sigle di chiusura
- TOGETHER cantata da Katsumi (ep. 1-24, 52)
- Fighters cantata da Hironobu Kageyama (ep. 25-52)

Nell'edizione originale giapponese dell'episodio 52 vi sono due versioni diverse, una televisiva in cui è stata utilizzata nuovamente la prima sigla di chiusura, TOGETHER, e una per la pubblicazione in DVD, che fa uso sempre della prima sigla seguita dalla seconda, Fighters.

### Sigla italiana
- Webdivers, musica di Cristiano Macrì, Max Longhi e Giorgio Vanni, testo di Riccardo Barberi e Luigi Vilardo, cantata da Cristina D'Avena e Cristiano Macrì. Il testo viene talvolta erroneamente attribuito ad Alessandra Valeri Manera.

Nella versione italiana, su Italia Teen Television, furono utilizzate le sigle originali, mentre su Italia 1 e Hiro è stata utilizzata la sigla italiana. 

#### Controversie
La musica della sigla è stata in realtà composta dal solo Cristiano Macrì. Max Longhi e Giorgio Vanni vengono accreditati come autori per risolvere una controversia di plagio, dal momento che il ritornello del brano presenta una forte somiglianza con quello della sigla dell'anime La squadra del cuore, composta da Longhi e Vanni e risalente al 2003, quindi un anno prima della sigla di Webdivers. Entrambe le sigle sono edite da RTI Music.
Una volta risolta la controversia, siccome la sigla de La squadra del cuore non era mai andata in onda e non era mai stata pubblicata, Longhi e Vanni hanno deciso di realizzare una nuova versione del brano con un nuovo ritornello, e hanno deciso di accantonare la vecchia versione. Infatti nell'album Cristina D'Avena e i tuoi amici in TV 19 del 2006, il primo disco in cui è stata pubblicata questa sigla, è presente la "nuova" versione. Tuttavia, in TV, la cui prima trasmissione risale al 2008, è stata trasmessa la prima versione, quella somigliante alla sigla di Webdiver.